# Karen LeBlanc

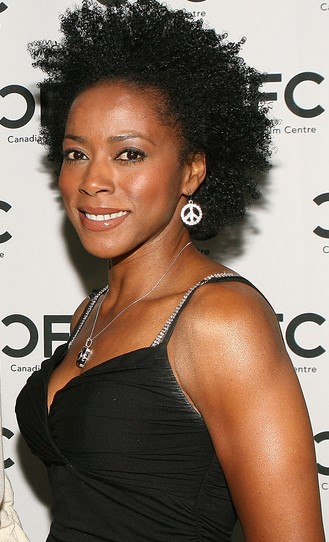
Karen LeBlanc (2017)

Karen LeBlanc (* 4. Juni 1986) ist eine kanadische Schauspielerin, Musicaldarstellerin und Synchronsprecherin.

## Leben
LeBlanc debütierte 1992 im Fernsehfilm Split Images, ab demselben Jahr bis 1993 spielte sie in der Fernsehserie Material World mit. Es folgten weitere Besetzungen als Nebendarstellerin in Fernseh- und Kinofilmen sowie Episodenrollen in verschiedenen Fernsehserien. 2009 war sie in insgesamt 13 Episoden der Fernsehserie Defying Gravity – Liebe im Weltall in der Rolle der Eve Weller-Shaw zu sehen. Von 2010 bis 2011 spielte sie die Rolle des Team Commander Pam Garrett in der Fernsehserie Shattered. 2013 übernahm sie die Rolle der Inspector Diane Caligra in der Fernsehserie Cracked. Drei Jahre später folgte eine ähnliche Rolle mit Detective Paula Mazur in der Fernsehserie Motive. Sie übernahm zwischen 2017 und 2019 größere Serienrollen in den Fernsehserien Killjoys, Frontier und Ransom. Seit 2021 spielt sie die Rolle der Ellen Hunter in der Fernsehserie Departure – Wo ist Flug 716.

## Filmografie
- 1992: Split Images (Fernsehfilm)
- 1992–1993: Material World (Fernsehserie, 13 Episoden)
- 1995: Nick Knight – Der Vampircop (Forever Knight) (Fernsehserie, Episode 2x25)
- 1995: The Hardy Boys (Fernsehserie, Episode 1x02)
- 1996: Skrupellos Verführt – Die Unschuld des Mörders (Undue Influence) (Fernsehfilm)
- 1998: Short for Nothing
- 2000: The Wonderful World of Disney (Fernsehserie, Episode 4x05)
- 2001: Mutter unter Beschuss (Snap Decision)
- 2001: Soul Food (Fernsehserie, Episode 2x14)
- 2001–2018: Trailer Park Boys (Fernsehserie, 7 Episoden)
- 2002: Guilt by Association (Fernsehfilm)
- 2002: Mentors (Fernsehserie, Episode 4x13)
- 2002: Glückstag (Lucky Day) (Fernsehfilm)
- 2002: Mutant X (Fernsehserie, Episode 1x21)
- 2002: Chasing Cain II: Face (Fernsehfilm)
- 2003: More Than Meets the Eye: The Joan Brock Story (Fernsehfilm)
- 2003: Playmakers (Fernsehserie, 8 Episoden)
- 2003: Platinum (Fernsehserie, 4 Episoden)
- 2004–2005: Kevin Hill (Fernsehserie, 2 Episoden)
- 2005: This Is Wonderland (Fernsehserie, 2 Episoden)
- 2005: Der Fall Martha S. (Martha Behind Bars) (Fernsehfilm)
- 2005: Das Spiel des Lebens (Knights of the South Bronx) (Fernsehfilm)
- 2005: Crazy for Christmas (Fernsehfilm)
- 2006: Runaway (Fernsehserie, 9 Episoden)
- 2008: Wisegal (Fernsehfilm)
- 2008: ReGenesis (Fernsehserie, 5 Episoden)
- 2008: Make It Happen
- 2008: Nurse.Fighter.Boy
- 2009: Diverted (Fernsehfilm)
- 2009: Soul (Fernsehserie, 4 Episoden)
- 2009: Dolan’s Cadillac
- 2009: Defying Gravity – Liebe im Weltall (Defying Gravity) (Fernsehserie, 13 Episoden)
- 2010–2011: Shattered (Fernsehserie, 13 Episoden)
- 2011: The Quest Chronicles (Fernsehserie)
- 2011: Endgame (Fernsehserie, Episode 1x11)
- 2011: The Playboy Club (Fernsehserie, Episode 1x01)
- 2011: High Chicago
- 2012: The River (Fernsehserie, Episode 1x05)
- 2012: Saving Hope (Fernsehserie, Episode 1x01)
- 2012: Battlestar Galactica: Blood & Chrome (Fernsehfilm)
- 2012: Beauty and the Beast (Fernsehfilm)
- 2013: Cracked (Fernsehserie, 21 Episoden)
- 2014: The Ron James Show (Fernsehserie, Episode 5x05)
- 2014: Clementine (Fernsehfilm)
- 2015: X Company (Fernsehserie, Episode 1x04)
- 2016: Motive (Fernsehserie, 6 Episoden)
- 2017: Mobile Homes
- 2017–2018: Killjoys (Fernsehserie, 6 Episoden)
- 2017–2018: Frontier (Fernsehserie, 9 Episoden)
- 2018: Mary Kills People (Fernsehserie, 3 Episoden)
- 2018: Insomnia (Fernsehserie, 8 Episoden)
- 2018: Tom Clancy’s Jack Ryan (Fernsehserie, Episode 1x08)
- 2018–2019: Ransom (Fernsehserie, 17 Episoden)
- 2019: Diggstown (Fernsehserie, Episode 1x01)
- 2019: Astronaut
- 2020: Lovecraft Country (Fernsehserie, Episode 1x07)
- 2020: For the Record (Fernsehserie, 2 Episoden)
- 2021: Private Eyes (Fernsehserie, Episode 4x10)
- 2021: Hudson & Rex (Fernsehserie, Episode 3x07)
- seit 2021: Ginny & Georgia (Fernsehserie)
- 2021: Lost in Space – Verschollen zwischen fremden Welten (Lost in Space) (Fernsehserie, 2 Episoden)
- 2021–2022: Departure (Fernsehserie, 9 Episoden)
- 2022–2023: Fire Country (Fernsehserie, 3 Episoden)
- 2023: Accused (Fernsehserie, Episode 1x04)
- 2024: She Came Back
- 2025: Saint-Pierre (Fernsehserie)

## Synchronisationen (Auswahl)
- 2000: Karrieregeil (Out of Sync)
- 2007: Super Why! (Animationsserie, Episode 1x16)
- 2010: The Dating Guy (Zeichentrickserie, Episode 2x07)
- 2018: Starlink: Battle for Atlas (Videospiel)